# Maskenaffäre (Südtirol-Österreich)

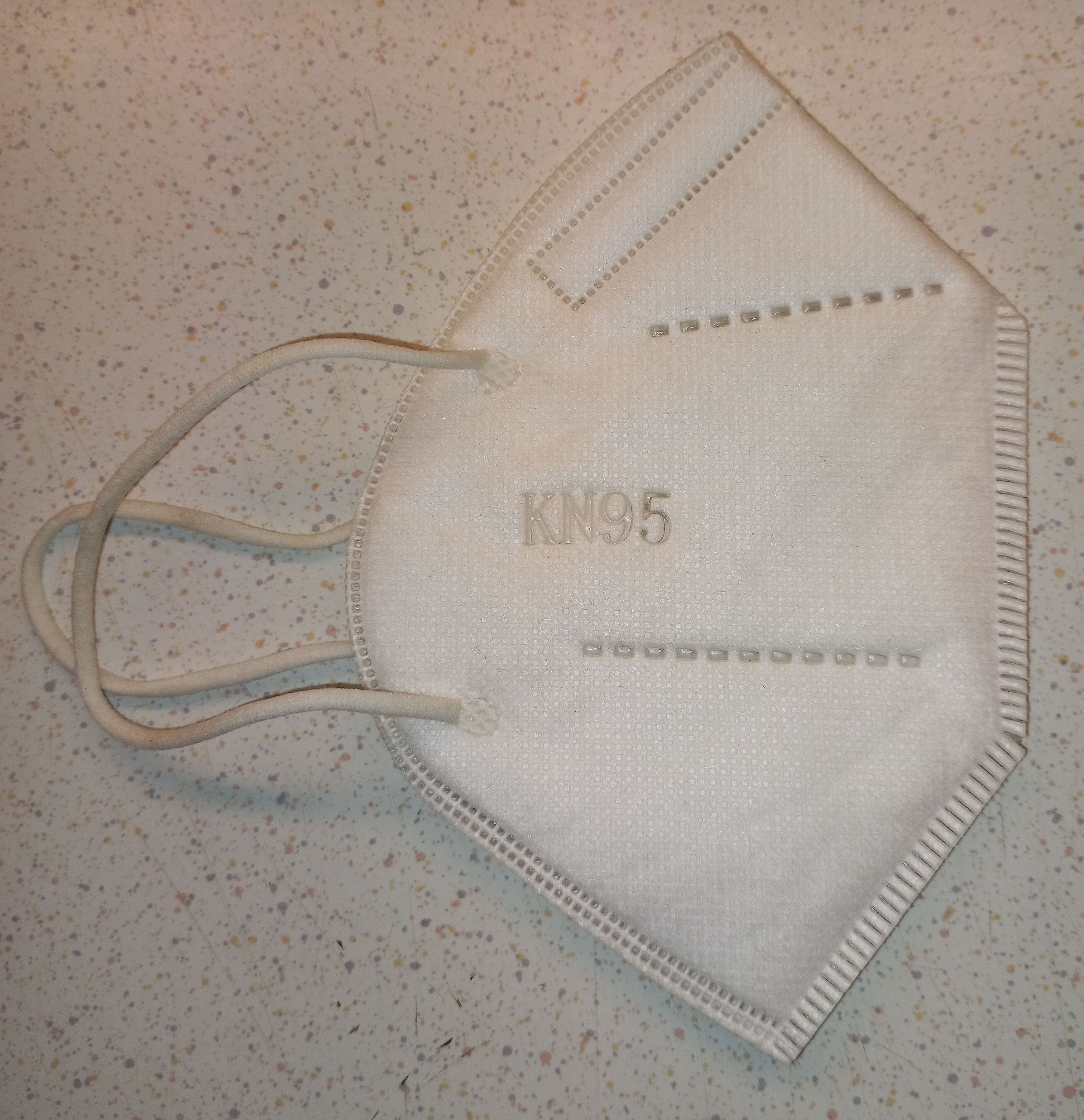
KN95-Maske aus China (Symbolfoto)

Als Maskenaffäre wird einer der größten Fehlkäufe der Republik Österreich während der COVID-19-Pandemie (2020 bis 2022) bezeichnet. In diesem Zusammenhang ermitteln die österreichische bzw. italienische Staatsanwaltschaft seit 2020.

## Bisher bekannter bzw. rekonstruierter Ablauf der Masken-Affäre
Im Zuge der COVID-19-Maßnahmen von Regierungen weltweit kam es im Frühjahr 2020 zu einem Engpass bei Schutzmasken in Europa. Für die österreichische Regierung wurde die „Einkaufstochter“ (ÖRK Einkauf und Service GmbH) des Österreichischen Roten Kreuz (ÖRK) und von der Südtiroler Regierung der Südtiroler Sportartikelhersteller Oberalp beauftragt, COVID-19-Masken zu organisieren. Die Einkaufstochter des Österreichischen Roten Kreuzes wandte sich in weiterer Folge im vorliegenden Zusammenhang ebenfalls an die Firma Oberalp.
Aufgrund der Materialknappheit am Weltmarkt verlangten die chinesischen Produzenten Vorauskasse. Die Firma Oberalp finanzierte die Lieferungen. Die Bank Austria soll der Firma Oberalp den notwendigen Kredit gewährt haben, damit diese in China die Masken bestellen konnte. Nach Bestellung der Waren bestand ein Transportproblem, da die italienische Regierung nicht so bald Flüge von China organisieren konnte. Südtirols Landeshauptmann Arno Kompatscher und Gesundheitslandesrat Thomas Widmann (SVP) baten daher die österreichische Regierung unter Sebastian Kurz (ÖVP) um Hilfe. Bundeskanzler Sebastian Kurz habe dann in „Rekordzeit“ zwei Flüge mit AUA-Maschinen arrangieren können. Die Waren wurde somit unter aktiver Beteiligung der österreichischen Bundesregierung Kurz II aus China importiert. Am 21./22. März starteten von Xiamen nach Wien zwei AUA-Flugzeuge mit dieser Lieferung für Österreich und Südtirol (Warenwert rund zehn Millionen Euro). Am 23. März 2020 kamen diese Flugzeuge am Flughafen Wien um etwa 15:00 Uhr an und wurden von einem Teil der österreichischen Bundesregierung medienwirksam empfangen. Der Bundespräsident, Alexander Van der Bellen, und der chinesische Botschafter gratulieren ebenfalls. Auch in Südtirol ließen sich Vertreter von Oberalp und wichtige Beamte mit der ersten Lieferung fotografieren. Bundeskanzler Sebastian Kurz sprach dabei davon, dass die Lieferung für Nordtirol gedacht sei und nur ein kleiner Teil für Südtirol. Der Südtiroler Landeshauptmann Arno Kompatscher hingegen meinte umgekehrt: Südtirol erhalte diese Lieferung und gebe Nordtirol als Dank für die logistische Hilfe etwas ab. Die Lieferung, die in Passagiermaschinen erfolgte, wurde über das Bundesheer organisiert.
Die Maskenlieferungen wiesen bereits bei der ersten Lieferung im März 2020 allerdings überwiegend nicht die geforderten und vereinbarten Qualitätsstandards auf. Eine Liefervereinbarung zwischen der Einkaufsstelle des Österreichischen Roten Kreuz und der Firma Oberalp wurde trotzdem abgeschlossen. Warum das für solche Beschaffungen zuständige Bundesamt für Wehrtechnik und Beschaffung (BWB) nicht beauftragt wurde, ist noch nicht bekannt.
Nach einer Sichtüberprüfung durch das Österreichische Rote Kreuz, bei der bereits Zweifel an der Eignung der Masken festgestellt wurden und einem Gutachten der Prüfgesellschaft Dekra in Deutschland und der Untersuchung des Amts für Rüstung und Wehrtechnik in Österreich, wurden die Masken in Nordtirol nicht im klinischen Bereich eingesetzt. In Italien hingegen wurden die mangelhaften FFP2-Masken auch nach dem Vorliegen des zweiten negativen Gutachtens weiter im Gesundheitswesen zum Einsatz gebracht. Der Generaldirektor des Südtiroler Sanitätsbetriebs, Florian Zerzer, meinte auf Anfrage der Zeitung Der Standard, dass man in Südtirol trotz dieser Gutachten nicht zum Schluss gekommen sei, die Masken seien zum Einsatz in Spitälern untauglich. Die Mitarbeiter seien jedoch darauf hingewiesen worden, auf die Passform zu achten und diese mangelhaften FFP2-Masken nicht in Intensivstationen zu nutzen.
Im April 2020 haben die Oppositionsparteien im Südtiroler Landtag eine Anfrage eingebracht, um den Vorfall untersuchen zu lassen.
Im April 2020 wurde von der SPÖ eine parlamentarische Anfrage wegen dieser mangelhaften Lieferung von FFP2-Masken auch an die Österreichische Bundesregierung unter Sebastian Kurz eingebracht (an das Bundesministerium für Landesverteidigung).
Ende Mai 2020 soll sich ein Mitarbeiter des Österreichischen Roten Kreuzes und eine Person aus der Leitung der Fa. Oberalp über einen drohenden Ausstieg des österreichischen Wirtschaftsministeriums aus dem Vertrag beraten haben und was mit den mangelbehafteten FFP2-Masken zu tun sei. Es sei ein Verkauf an die Wirtschaftskammer oder die Polizei in Österreich, auch über eine mögliche Klagsdrohung gegen die Republik Österreich gesprochen worden, mit dem Hintergedanken, dass die verantwortlichen Politiker in Österreich negative Presse vermeiden würden. Anstelle eines Rücktritt vom Vertrag wurden jedoch weitere zehn Millionen Masken für Österreich bestellt. Dabei soll das „Österreichische Rote Kreuz“ versichert haben, dass die Masken qualitativ hochwertig seien und man 1,5 Millionen weniger zahlen müsse. 25 der ausgewählten und getesteten FFP2-Masken aus der ersten Tranche seien in Folge Ende Juni 2020 vom Bundesamt für Eich- und Vermessungswesen positiv überprüft worden. Die FFP2-Masken wurden sodann ausgeliefert.
Südtirols Landeshauptmann Arno Kompatscher, Nordtirols Landeshauptmann Günther Platter und Bundeskanzler Sebastian Kurz sollen sich deshalb „wohl gehört“ haben.
Gemäß Finanzprokuratur habe die Republik Österreich 15 Millionen Euro für Masken an die Firma Oberalp bezahlt, davon seien 11,7 Millionen Stück schadhaft gewesen. Insgesamt soll die Republik Österreich gemäß der Zeitung Der Standard 41,5 Millionen Euro an die Firma Oberalp bezahlt haben. Aufgrund dieser Vorkommnisse zeigte die Finanzprokuratur die Causa bei der Wirtschafts- und Korruptionsstaatsanwaltschaft (WKStA) an. Oberalp sei nicht bereit gewesen den Kaufpreis zurückzuzahlen und es gebe Verdachtsmomente, dass die Republik Österreich getäuscht worden sei. Die Firma Oberalp vertritt den Rechtsstandpunkt, den Kauf nur „vermittelt und vorfinanziert“ zu haben (siehe unten).
Die italienische Justiz führt die Vorgehensweise beim Kauf für die Republik Österreich auf die „sehr engen Beziehungen“ zwischen der Fa. Oberalp und Führungskräften des Österreichischen Roten Kreuzes zurück.
In Österreich und Südtirol wird je ein eigenes Strafverfahren geführt.
In Österreich gegen drei namentlich bekannte Beschuldigte und zwei Verbände wird von Seiten der Wirtschafts- und Korruptionsstaatsanwaltschaft (WKStA) wegen des Verdachts des schweren Betruges zum Nachteil der Republik Österreich ermittelt. Der Schaden könnte rund 15,6 Millionen Euro betragen. Im Januar 2022 wurden nach richterlicher Bewilligung von der WKStA in Zusammenarbeit mit den zuständigen Landeskriminalämtern Hausdurchsuchungen in Salzburg und in Wien, unter anderem auch bei der Einkaufstochter des Österreichischen Roten Kreuzes, durchgeführt.
In Italien wird gegen etwa 30 Verdächtige von der Staatsanwaltschaft in Bozen ermittelt. Gegen den Landeshauptmann Arno Kompatscher persönlich sind in diesem Zusammenhang Ermittlungen aufgenommen worden. Am 23. Dezember 2021 wurde das Büro des Landeshauptmanns, Büros der Landesverwaltung und jene des Sanitätsbetriebes durchsucht. Bei der Durchsuchung seien Aktenordner, Computer und Mobiltelefone beschlagnahmt worden, um die Geschäftsbeziehung zwischen dem Land Südtirol und der Firma Oberalp zu klären.
Die Zeitung Der Standard beichtete am 25. Jänner 2022, dass brisante Telefonate in dieser Causa der FFP2-Masken-Deal abgehört wurden und die Telefone eines Spitzenbeamten aus Wien und von Rotkreuz-Mitarbeitern überwacht worden seien.
Im Januar 2022 hat die FPÖ eine parlamentarische Anfrage an die österreichische Regierung gestellt betreffend diese mangelhaften FFP2-Masken, da immer neue Indizien herauskommen würden und dubiose Beschaffungsvorgängen rund um Medizinprodukte und Arzneimittel im Zusammenhang mit COVID-19-Maßnahmen publik würden. Die FPÖ brachte in dieser Anfrage vor, dass in einer Krisensitzung am 2. Juni 2020 Vertreter der Republik Österreich, der Firma Oberalp sowie Gerald Foitik vom Österreichischen Roten Kreuz einen Kompromiss ausgehandelt hätten: Das Rote Kreuz beteuerte, die Oberalp Austria GmbH sei ein zuverlässiger Partner, die Masken seien von besonders hoher Qualität und zur Verwendung im medizinischen Bereich geeignet - auch wenn die chinesische Regierung das anders sehe. Und: Das Rote Kreuz soll beteuert haben, eine Preisreduktion für 1,5 Millionen bereits gelieferte Masken ausgehandelt zu haben. In der Folge sei dann gemäß dieser parlamentarischen Anfrage der FPÖ der Vertrag abgeändert und weitere zehn Millionen Masken bestellt worden. Diese FFP2-Masken seien Ende Juni 2020 in zwei Tranchen in Österreich angekommen. Vom Österreichischen Roten Kreuz seien nur 25 Stück aus der ersten Tranche zur Überprüfung an das Bundesamt für Eich- und Vermessungswesen gesendet worden. Da diese als für in Ordnung befunden wurden, seien alle zehn Millionen FFP2-Masken an die österreichischen Bundesländer verteilt worden. Im Herbst 2020 sei dann festgestellt worden, dass die Maskenlieferung von Ende Juni schwerwiegende Mängel aufwiesen und aus dem Verkehr gezogen werden mussten. Auch die Preisreduktion sei nicht vorgenommen worden. Insgesamt habe die Republik Österreich 41,5 Millionen Euro an die Firma Oberalp bezahlt, davon rund 15 Millionen für Atemschutzmasken.
Am 12. April 2022 berichten Die Neue Südtiroler Tageszeitung und andere Zeitungen, dass das Verfahren gegen Landeshauptmann Kompatscher durch den Voruntersuchungsrichter Andrea Pappalardo auf Antrag des Staatsanwalt Igor Secco eingestellt worden sei, weil kein Hinweis auf ein strafbares Verhalten vorliege. Die Redaktion von Salto.bz berichtet am selben Tag, dass die Ermittlungen gegen elf weitere Personen weitergehe und es in den nächsten Monaten zu einer Anklageerhebung und Antrag auf Einleitung eines Hauptverfahren im Südtirol kommen würde.
Am 10. Oktober 2023 berichtete Der Standard, dass die Wirtschafts- und Korruptionsstaatsanwaltschaft (WKStA) wegen des Kaufs dieser COVID-19-Masken durch ein Rotkreuz-Tochterunternehmen bei der Fa. Oberalp im Südtirol ermittelt.
Am 29. Juni 2024 berichtet profil.at, das die Republik Österreich die ÖRK Einkauf und Service GmbH (eine Tochterfirma des Roten Kreuz Österreich) wegen dieser mangelhaften Maskenlieferungen klagt.

## Mängel der Masken
Die nach Österreich in diesem Zusammenhang gelieferten FFP2-Masken aus chinesischer Produktion seien vom Hersteller nach der chinesischen Norm KN95 klassifiziert worden. Dies entspricht in etwa der in Europa gängigen Norm FFP2. Gemäß der Prüf- und Zertifizierungsstelle DEKRA und des österreichischen Amts für Rüstung und Wehrtechnik (ARWT) waren die bestellten Masken jedoch nicht für den Zweck, nämlich dem Einsatz im medizinischen Bereich, geeignet. Schon bei kleineren Bewegungen würden diese FFP2-Masken verrutschen und böten keinen Schutz gegen eine Virenübertragung.
Gemäß Prüfbericht des Amts für Rüstung und Wehrtechnik, GZ: S944 30/1-ARWT/ABCut/2020 vom 29. März 2020, im Auftrag des österreichischen Bundesministeriums für Landesverteidigung an 50 Prüflingen, wurde festgestellt, dass
- sich in einer 5er-Packung FFP2-Masken verschiedene Größen befinden,
- bei 39 dieser FFP2-Masken ein dichter Sitz im Bereich des Kinns und der Wange nicht möglich war,
- dass bei einer Maske die Kopfbänderung beim Anlegen riss und
- bei einer anderen Maske der Maskenstoff im Bereich des Kinns riss.

Von 48 geprüften FFP2-Masken erfüllten
- 4 die Voraussetzungen für eine FFP3-Maske (rund 9 %),
- 5 die Voraussetzungen für eine FFP1-Maske (rund 11 %), und
- 38 erfüllten nicht einmal die FFP1-Voraussetzungen (rund 80 %).

Bei neun getesteten Masken wurde bei allen Prüflingen der Grenzwert des Atemwiderstandes sowohl beim Ein- als beim Ausatmen überschritten.
Das Resümee dieser Prüfung war, dass vom Amt für Rüstung und Wehrtechnik das in Verkehr bringen als auch die Verwendung dieser FFP2-Masken als FFP3 oder auch nur als Atemschutzmaske (FFP1-3) nicht empfohlen werden kann.

## Verwendung von FFP2-Masken in Österreich
Was mit diesen ungeeigneten FFP2-Schutzmasken in weiterer Folge passiert ist, ob sie vernichtet wurden oder auch teilweise an die Bevölkerung verteilt wurden, wurde bislang noch nicht recherchiert.
Bis 2021 bestand in Österreich keine Verpflichtung, FFP2-Masken zu tragen. Es reichten einfache Mund-Nasen-Schutzmasken. Im Gegenteil, wurde noch im April 2020 ein Gebrauch der in Krankenhäusern verwendeten FFP-x-Masken ausdrücklich nicht angedacht. Die Weltgesundheitsorganisation (WHO) hatte damals sogar davon abgeraten, einen Mundschutz zu tragen, wenn man nicht selbst erkrankt sei.
Am 15. Januar 2021 vereinbarten die Sozialpartner und die Industriellenvereinigung (IV) einen Generalkollektivvertrag, in dem COVID-19-Testungen und die Maskentragungspflicht (z. B. FFP2-Masken) am Arbeitsplatz geregelt wurden. Denn Arbeitsmedizinisch sind FFP-Masken Atemschutzgeräte und haben einen erheblich höhere Widerstand beim Aus- bzw. Einatmen, im Vergleich zum einfachen Mund-Nasen-Schutz, und dies könne laut Arbeitsinspektorat zu Beschwerden wie Kopfschmerzen führen. Die Regelungen zur Benutzung von Atemschutzgeräten der Deutschen Gesetzlichen Unfallversicherung (DGUV) sehen anders als die Regelung im Generalkollektivvertrag vom 15. Januar 2022 in Österreich vor, dass die maximale Tragedauer einer FFP2-Masken ohne Ventil 75 Minuten betragen soll (weniger als die Hälfte von 3 Stunden). Darauf müsse eine anschließende Erholungsdauer von 30 Minuten folgen, in der leichte körperliche Arbeit durchgeführt werden können. Warum die Sozialpartner, welche den Generalkollektivvertrag vom 15. Jänner 2021 abgeschlossen haben, für Österreich jedoch nur eine zehnminütige Pause nach drei Stunden Arbeitszeit vereinbart haben, ist unbekannt. Ab 22. Januar 2021 wurde dann für das Nichttragen einer Atemschutzmaske der Schutzklasse FFP2 (FFP2-Maske) ohne Ausatemventil oder eine äquivalente bzw. einem höheren Standard entsprechende Maske in Österreich eine Geldstrafe von 25,00 Euro vorgesehen. Mit der 3. COVID-19-Notmaßnahmenverordnung (3. COVID-19-NotMV), die am 25. Januar 2021 in Kraft getreten ist, wurden in Österreich zwingend FFP2-Masken in vielen Bereichen des täglichen Lebens vorgeschrieben. Diese FFP2-Maskenpflicht wurde in Österreich eingeführt, obwohl die Weltgesundheitsorganisation (WHO) einfache Mund-Nasen-Schnellmasken (Stoffmasken) als ausreichend ansieht. Auch die EU-Gesundheitsbehörde (ECDC) erklärte am 4. Februar 2021, dass für die universelle Verwendung von FFP2-Masken kein Mehrwert im Alltag bestehe. Die möglichen Kosten und Schäden würden keine Empfehlung dafür bieten, FFP2-Masken anstelle von anderen Masken in der Öffentlichkeit zu tragen.

## Rechtfertigung der Fa. Oberalp
Die Firma Oberalp rechtfertigte sich, dass nicht sie die Waren importiert hätten, sondern das Österreichische Rote Kreuz bzw. deren Tochterunternehmen. Die Firma Oberalp habe nur den Kontakt vermittelt. Ihr sei es darum gegangen, in einer Notlage Hilfestellung zu leisten, und sie habe im guten Glauben gehandelt.
In einem Interview vom 6. April 2020 hingegen wurde von der Firma Oberalp ausgeführt, dass am 10. oder 12. März 2020 ein Anruf des Südtiroler Landeshauptmanns Arno Kompatscher erfolgt sei und dieser die Firma Oberalp um Hilfe gebeten hätte. Oberalp hätte sofort den Musterbetriebe in Italien umgestellt und aus Gore Tex-Materialien Schutzanzüge gefertigt (einige 100 Stück) sowie etwa 50.000 waschbare Schutzmasken. Gleichzeitig hätte Oberalp die Kontakte zum Lizenzpartner in China aufgebaut, um Oberalp bei der Beschaffung von Schutzmasken zu unterstützen. Oberalp habe dann ein Muster an den Südtiroler Sanitätsbetrieb geschickt und die Produktion der ersten 1,5 Millionen Masken und 430.000 Schutzanzüge beauftragt. Die Kosten habe Oberalp vorfinanziert. Auf Grundlage einer E-Mail, mit der die Regierung von Südtirol die Ware bestellt habe, hätte Oberalp 50 Millionen Euro auf Treu und Glauben an die chinesischen Herstellerunternehmen überwiesen.
In einer Presseaussendung am 23. März 2020 führte die Firma Oberalp aus: „Oberalp Gruppe übernimmt Krisenmanagement“. Angebot für Rotes Kreuz „sehr preisgünstig“. Das Angebot der Firma Oberalp sei auch für das österreichische Rote Kreuz interessant geworden, das von der (österreichischen) Regierung mit der Beschaffung von Schutzmaterial beauftragt worden war. Rotkreuz-Manager Gerald Foitik soll vor dem österreichischen Nationalrat mitgeteilt habe: „Die Firma Oberalp hat ein Angebot für Schutzmasken gelegt, das zum damaligen Zeitpunkt sehr preisgünstig war.“

## Rechtfertigung des Österreichischen Roten Kreuzes
Das Österreichische Rote Kreuz – welches aktuell nicht Beschuldigte im Verfahren in Österreich ist – teilte mit, dass sie als humanitäre Hilfsorganisation Zeuge bei Ermittlungen zur Corona-Maskenbeschaffung und „an voller Aufklärung interessiert“ sei (APA-Anfrage). Das Rote Kreuz habe durch seine gesetzlich verankerte Rolle, den Behörden in Krisen-Zeiten beizustehen, während der Corona-Pandemie auf Bitte der Republik vorübergehend die Beschaffung von Schutzmaterial im Namen des Bundes übernommen. Nach Maskenbestellungen bei der Südtiroler Firma Oberalp AG machten Qualitätsmängel der Ware Probleme. Die italienischen Strafverfolgungsbehörden sehen die Rolle des Österreichischen Roten Kreuzes im vorliegenden Zusammenhang jedoch differenzierter und kritischer.
Das Rote Kreuz betonte auch, dass nur ein kleiner Teil der FFP2-Masken mangelhaft gewesen sei (APA-Anfrage zu einem Standard-Artikel).
Die italienischen Ermittler sollen jedoch davon ausgehen, dass dem Österreichischen Roten Kreuz um die zwei Millionen Euro Provision von der österreichischen Bundesregierung unter Bundeskanzler Sebastian Kurz für diverse Vorfinanzierungen und als Deckungsbeitrag versprochen worden seien.